# Lukáš Skovajsa
Lukáš Skovajsa /lukaːʃ skovajsa/ (ur. 27 marca 1994 w Trenczynie) – słowacki piłkarz występujący na pozycji środkowego bądź lewego obrońcy w drużynie Dynamo Czeskie Budziejowice.

## Kariera klubowa
Skovajsa jest wychowankiem AS Trenčín. Do seniorskiej drużyny tego klubu trafił przed sezonem 2012/2013.
30 września 2014 roku Skovajsa zadebiutował w Fortuna Lidze (a zarazem w seniorskiej drużynie klubu z Trenczyna) w wygranym 3-1 spotkaniu z Duklą Bańska Bystrzyca, wchodząc na plac gry w przerwie meczu za Jamesa Lawrence'a.
2 kwietnia 2016 roku podpisał (wraz z Adriánem Chovanem) nowy, czteroletni kontrakt z AS Trenčín.
10 sierpnia 2020 przeniósł się do czeskiego klubu Dynamo Czeskie Budziejowice.

## Sukcesy
AS Trenčín
- Mistrzostwo Słowacji (2x): 2014/2015, 2015/2016
- Zdobywca Pucharu Słowacji (2x): 2014/2015, 2015/2016